# 2936 Нехвіле
2936 Нехвіле (2936 Nechvíle) — астероїд головного поясу, відкритий 17 вересня 1979 року.
Тіссеранів параметр щодо Юпітера — 3,358.